# Función de Cole-Cole
La ecuación de Cole-Cole describe un modelo de proceso de relajación que constituye un caso especial del caso de relajación de Havriliak-Negami cuando el parámetro de simetría (β) es igual a 1, es decir, cuando los picos de relajación son simétricos:

{\displaystyle {\hat {\varepsilon }}(\omega )=\varepsilon _{\infty }+{\frac {\Delta \varepsilon }{1+(i\omega \tau )^{\alpha }}}}

La mayoría de los polímeros muestran patrones de relajación dieléctrica que pueden ser modelados de forma precisa por medio de esta ecuación y en algunos casos pueden ser modelados polímeros por medio de DMA.
- Datos: Q727049